# Melinaea thera
Melinaea thera är en fjärilsart som beskrevs av Felder 1865. Melinaea thera ingår i släktet Melinaea och familjen praktfjärilar. Inga underarter finns listade i Catalogue of Life.